# بيرسي تاو
بيرسي موزي تاو (13 مايو 1994 في ديفالي، جنوب أفريقيا - ) هو لاعب كرة قدم جنوب أفريقي يلعب لصالح نادي قطر في الدوري القطري ومنتخب جنوب أفريقيا لكرة القدم في مركز الهجوم.ومع الاهلى توج بيرسى تاو بجائزة أفضل لاعب داخل القارة الافريقية بعد مساهماته في فوز فريقه بلقب دوري أبطال إفريقيا 2022-2023، حيث سجل خمسة أهداف وصنع مثلها في مشوار تتويج الأهلي بالبطولة، كما ساهم في وصول منتخب بلاده جنوب إفريقيا لنهائيات كأس أمم إفريقيا التي أقيمت في كوت ديفوار يناير الماض،ويعتبره الكثيرون انه واحد من افضل اللاعبين المحترفين في تاريخ النادي الاهلي ويتميز بيرسي بمهارته المتنوعة كما يمكنه اللعب كماهجم صريح بدل من مركزه الاساسي

## روابط خارجية
- بيرسي تاو على موقع الاتحاد الدولي (مؤرشف)  (الإنجليزية)
- بيرسي تاو على موقع الاتحاد الأوربي (الإنجليزية)
- بيرسي تاو على موقع إي إس بي إن إف سي (الإنجليزية)
- بيرسي تاو على موقع قاعدة بيانات كرة القدم.إي يو (الإنجليزية)
- بيرسي تاو على موقع ليكيب (الفرنسية)
- بيرسي تاو على موقع ناشيونال فوتبول تيمز (الإنجليزية)
- بيرسي تاو على موقع Soccerbase.com (لاعب) (الإنجليزية)
- بيرسي تاو على موقع Soccerway.com (الإنجليزية)
- بيرسي تاو على موقع عالم كرة القدم.نت (الإنجليزية)